# Thomas Urquhart
Sir Thomas Urquhart của Cromarty (/ˈɜːrkərt, -kɑːrt/; còn gọi là Urchard; 1611–1660) là một nhà văn và dịch giả người Scotland, tác phẩm dịch thuật nổi tiếng nhất của ông là dịch từ tác phẩm của Rabelais.

## Tiểu sử
Urquhart được sinh ra trong một gia đình địa chủ phong kiến tại Cromarty ở phía Bắc Scotland. Khi 11 tuổi, ông tham gia học tại The University and King's College of Aberdeen. Sau đó, ông đi du lịch khắp Châu Âu, trở về vào năm 1636. Trong năm 1639, ông tham gia cuộc khởi nghĩa của những người hoàng tộc(Royalist) được biết với tên gọi là "Trot of Turriff"; Ông được vua  Charles I phong tước hiệp sĩ tại Cung điện Whitehall cho những đóng góp của ông. Năm 1641, ông xuất bản cuốn sách đầu tiên của minh, một tập thơ hài hước.
Cha của Urquhart chết năm 1642, để lại một khối lượng đất đai bị vướng phải những khoản nợ lớn. Vì là con trai cả, Urquhart từ đó bị quấy rối bởi các chủ nợ. Ông rời bỏ Châu Âu để đi làm kinh tế, nhưng trở về năm 1645 và xuất bản tác phẩm "Trissotetras", một số chuyên đề về toán học.
Trong năm 1648, Urquhart tiếp tục tham gia cách mạng của những người hoàng tộc(Royalist) tại Inverness. Ông bị Nghị viện tuyên bố là kẻ phản bội, mặc dù ông dường như không phải chịu bất kì sự trừng phạt nào. Hai năm sau đó, Ông cùng hành quân với vua Charles II và chiến đấu trong trận Worcester. Lực lượng Hoàng tộc bị đánh bại hoàn toàn và Urquhart bị bắt làm tù binh. Ông đã đánh mất tất cả bản thảo của mình, những bản thảo mà ông đã đem bên mình để bảo vệ chúng, và hơn hết ông buộc phải giao nộp tất cả tài sản của mình. Ban đầu, Urquhart bị giam tại Tòa tháp ở Luân Đôn, sau đó được chuyển đến Windsor, nhưng ông được trả tự do sau khi xem xét bởi nhà cầm quyền. Những năm sau đó, ông xuất bản tác phẩm "Pantochronachanon", một tác phẩm về phả hệ, và "The Jewel", một tác phẩm về nền quốc phòng của Scotland. Trong năm 1652, Ông đượcOliver Cromwell ân xá mọi tội lỗi và trở về Cromarty. Ngay lập tức, ông xuất bản tác phẩm "Logopandecteision", một kế hoạch được ông dựng nên về "một ngôn ngữ chung cho toàn cầu", và tác phẩm nổi tiếng nhất của ông, bản dịch tác phẩm Rabelais.
Urquhart trở lại Châu Âu một vài lần sau năm 1653, có lẽ đây là điều kiện mà Cromwell đặt ra khi trả tự do cho ông.
Không còn ai biết nhiều về cuộc đời ông sau gia đoạn này. Ông chết khoảng năm 1660, vì trong năm đó một người em trẻ hơn của ông đã tiếp nhận danh hiệu của ông. Có một truyền thuyết cho rằng Urquhart chết vì không thể nhịn được cười khi nghe tin về sự phục hồi chế độ quân chủ của vua Charles II.

## Tác phẩm
Tập thơ hài hước, Sự thiêng liêng và đạo đức(1641) 
Tuyển tập những bài thơ hài hước là rất phổ biến vào giữa thế kỉ thứ 17, nhưng những tác phẩm của Urquhart trong thể loại này không được đánh giá cao. Hầu hết nhà phê bình kết luận rằng tình cảm thơ tầm thường còn kĩ thuật thì yếu kém.
Trissotetras (1645) 
Trong tác phẩm toán học "Trissotetras" xem xét mặt phẳng và hình cầu lượng giác bằng phương pháp logaric của Napier và một hệ thống thuật ngữ mới để giúp người học ghi nhớ dễ dàng hơn. Hệ thống thuật ngữ của Urquhart tương tự như những thuật ngữ về các hình thức khác nhau của "tam đoạn luận"("syllogism") được dùng cho người học ở thời Trung Cổ, trong đó tên gọi sẽ cho những thông tin về vật được đặt tên đó(Urquhart cũng dùng cách này trong kế hoạch tạo ra một ngôn ngữ toàn cầu của ông). Tuy nhiên, kết quả được tạo ra thật sự rối rắm, và tác phẩm khiến người đọc không thể hiểu được nếu không mất nhiều thời gian cho việc học thêm hệ thống thuật ngữ của Urquhart. Mặc dù, Urquhart là một nhà toán học có tầm cỡ và tên gọi của tác phẩm "Trissotetras" mang đầy vẻ Toán học, nhưng cách tiếp cận của ông không bao giờ được mọi người áp dụng và tác phẩm của ông chết hẳn trong lịch sử Toán học.
Pantochronachanon (1652) 
Phụ đề "A peculiar promptuary of time", tác phẩm này mô tả phả hệ trong dòng họ của Urquhart. Trong tác phẩm, Urquhart đặt tên mỗi người tổ tiên của ông theo một chiều dài liên tục từ thời Adam và Eva, tất cả có 153 thế hệ. Tác phẩm này đã trở thành đầu đề của mọi sự chế giễu kể từ khi nó được xuất bản lần đầu tiên, mặc dù tác phẩm dường như hàm chứa sự hài hước rất sâu sắc.
The Jewel  (Ekskybalauron) (1652) (ISBN 0707303273)
Một tác phẩm chấp nhặt nhiều vấn đề. Nó chứa những thông tin giới thiệu cho ngôn ngữ toàn cầu của Urquhart, nhưng hầu hết cuốn sách, như trang tiêu đề đã nói rõ, "Một sự chứng minh cho danh dự của Scotland", gồm nhiều giai thoại thú vị về nhiều chiến binh và học giả người Scotland. Nó cũng gồm một tiểu thuyết của Urquhart viết về cuộc đời người anh hùng James Crichton (1560–82, "Crichton vĩ đại"), một tác phẩm nổi tiếng nhất của Urquhart bên cạnh tác phẩm "Rabelais"; Tiểu thuyết này đã được in riêng trong một vài lần.
Logopandecteision (1653) 
Cuốn sách này cũng chứa những thông tin giới thiệu về ngôn ngữ toàn cầu của Urquhart. Mặc dù, Urquhart không gửi những thuật ngữ mới, ông giải thích rằng hệ thống thuật ngữ của ông sẽ dựa trên một kế hoạch chi tiết mà việc tạo ra các thuật ngữ sẽ phản ánh ý nghĩa của chúng. Tác phẩm "Logopandecteision" cũng chứa một bài "bút chiến" giữa ông và các chủ nợ năm xưa của mình.
Tác phẩm Rabelais(Tập I và II, 1653; Tập III, 1693)
Đây là tác phẩm nổi tiếng nhất của Urquhart. Nó được cho là một trong những bản dịch xuất sắc nhất trong số các tác phẩm được dịch sang tiếng Anh. Có một sự tương thích đến mức hoàn hảo về mặt tính cách giữa tác giả và dịch giả. Việc học, tính khắt khe với những điều nhỏ nhặt và sự phấn khích hơi cuồng nhiệt của Urquhart được chứng minh là hoàn toàn phù hợp với tác phẩm của Rabelais. Nó là một bản dịch hoàn toàn phóng túng, nhưng nó không bao giờ sai lệch với tinh thần nguyên gốc của Rabelais. Tập III được sửa chữa và hoàn tất bởi Peter Anthony Motteux và xuất bản sau khi Urquhart chết.

## Phong cách
Phong cách viết văn xuôi của Urquhart là độc nhất vô nhị. Câu văn của ông dài và được chăm chút kĩ lưỡng và lòng yêu thích của ông trong việc sử dụng những từ mới và hơi khó hiểu dường như là vô hạn . Hạn chế duy nhất trong cách viết của ông là ông thường cố quan trọng hóa và câu chấp vào hình thức(Một sự câu nệ quá lớn và vô cùng khó hiểu), theo như từ mà George Saintsbury đã sử dụng. Và điểm đặc sắc nhất trong văn của ông là nó phong phú, nhanh và sinh động với ngôn ngữ tạo hình phóng khoáng và mới mẻ. Ông liên tục sáng tạo ra những từ mới, mặc dù không từ mới nào của ông được sử dụng rộng rãi về sau cũng như những từ mới do Browne, người cũng cùng thời với ông, sáng tạo ra.

## Sự xuất hiện sau khi chết
Urquhart xuất hiện như nhân vật chính trong truyện ngắn của Alasdair Gray với nhan đề "Sir Thomas's Logopandocy"(bao gồm trong tác phẩm "Unlikely Stories, Mostly"), nhan đề dựa theo tác phẩm Logopandecteision của Urquhart và một vài phần dựa theo tác phẩm "The Jewel" (Ekskybalauron). Urquhart xuất hiện thông qua những hình ảnh minh họa trong tác phẩm Unlikely Stories.
Urquhart tiếp tục xuất hiện như một nhân vật chủ yếu trong tiểu thuyết "A Hand-book of Volapük" của Andrew Drummond. Sự đề cập đến ngôn ngữ toàn cầu của Urquhart với tác phẩm "The Jewel" cũng như Volapük, Esperanto và những tác phẩm đề cập đến việc xây dựng ngôn ngữ là những nội dung chính trong cuốn tiểu thuyết.
Một trong những nhân vật trong tác phẩm "Cornish Trilogy" của Robertson Davies tuyên bố là một hậu duệ của Urquhart.